# بقار حدة
بقار حدة أ فنانة فلكلورية جزائرية وكما تعرف عند جمهورها «الخنشة» من مواليد 1920 ولدت في تيفاش، من قبيلة بني بربار الشاوية، بدأت حياتها الفنية في سن ال20 وتميزت بطابع (شاوي (موسيقى)) المحلي اشتهرت بأغانيها الحاملة في طياتها معاناة مرارة الاحتلال الفرنسي للجزائر، جل قصائدها مديح، قامت الإذاعة الجزائرية باستضافتها مرة في برامجها التلفزيونية سنة 1992، كانت تركز على تنشيط الحفلات العائلية خاصة الأعراس، ذاع صيتها أيضا في أنحاء العالم فقد غنت على مسارح عالمية اشهرها مسرح الأولمبيا بباريس، من أشهر القصائد التي غنتها: «هزي عيونك راهم شافو فييا راهم زادو علييا» و «بركاني آخييا».

## حياتها

### طفولتها
ولدت الفنانة بقَّار حَدَّة في شهر يناير عام 1920 في قرية «آيث بربر» أولاد بربر بسوق أهراس، وعُرِفت باسم «حدة الخنشة» بسبب التشوه الموجود على أنفها.

### زواجها الأول
أُجبرت بقَّار حَدَّة من قبل والدها على الزواج وهي في سن الـ14 من شيخ طاعن في السن، لتجد نفسها تتحمل مسؤولية بيت وزوج يكاد ينطق، زادها الفقر وتسلط الاستعمار الفرنسي، وخرجت كنساء قريتها لترعى الغنم.[بحاجة لمصدر]
وكانت تمضي وقتها «بالدندنة»، وبأداء «مواويل» بدوية من الطابع الشاوي 
اكتشفت بقَّار حَدَّة مع مرور الوقت أن لها صوتا فنيا قد يُخرجها من ظروفها القاسية وضغوط عادات مجتمعها، الذي يعتبر المرأة التي تغني عارا على أهلها ومنطقتها.[بحاجة لمصدر]

### زواجها الثاني
بعد وفاة زوجها، تعرفت بقَّار حَدَّة على عازف آلة «القصبة» واسمه إبراهيم لكن قوبلت برفض أهلها لإبراهيم ولفكرة غنائها، فقررت التمرد على عائلتها والهروب مع إبراهيم في نهاية الثلاثينيات، وكانت قصة حبها سببا في كتابتها وأدائها أغنية «هزي عيونك راهم شافو فيا»، التي كانت واحدة من أشهر أغانيها، وأعاد أداءها عدد كبير من الفنانين الجزائريين.[بحاجة لمصدر]
وفي أحد تصريحاتها الصحفية، قالت بقَّار حَدَّة عن تلك القصة[بحاجة لمصدر]:
| بقار حدة | متعة الهروب أغرتني أكثر من البقاء مع رجل لا أحبه، لم أكن ذميمة الخلق وكان صوتي أجمل من أن يُرى، زوجوني لرجل عجوز وعمري 14 سنة، وطلبوا مني أن أرضى بمصيري، لكن إبراهيم القصّاب الذي أحبني دون أن يراني أرسل رسائل حبه لي من خلال عزفه، فهمتها، مزمار يتغزّل بصوت، علا صوتي كما يعلو ريش الطاووس ليخبر بأن الألوان تتعدد لتبهج الرائي، التقيته في ليل مظلم، بعيدا عن مكان العرس الذي كنت أغني فيه، سألته: ماذا أتى بكَ هنا؟ لتكون الإجابة: ماذا أتى بكِ إلى هنا؟ من وقتها لم أسأل أي سؤال لأنه فهم إشارات أغنيتي كما فهمت إشارة مزماره.. ألا يستحق الحب أن يبدأ بإشارات كاختبار أول للحبيب؟ | بقار حدة |

### الهجرة لفرنسا
بعد زواجها من إبراهيم، خرجت بقَّار حَدَّة بفنها من حفلات الأعراس المحلية إلى باب الشهرة الواسعة حيث سافرت مع زوجها إلى فرنسا، وهناك فُتحت لها أبواب النجاح، حيث أحيت حفلات كثيرة في عدد من المدن الفرنسية خاصة تلك التي تعرف وجود المهاجرين الجزائريين، ومن بقية سكان شمال أفريقيا، من بينها باريس، ليون، مرسيليا، ستراسبورغ، وغيرها، إلا أن الحفلات لم تسجل أو تذاع.[بحاجة لمصدر]
مع نهاية الخمسينيات، وقّعت بقَّار حَدَّة أول عقد لفنان جزائري مع شركة Edition Star الفرنسية، لتسجل عددا كبيرا من الأغاني البدوية المستمدة من الطابع الشاوي 

## مواضيع أغانيها
اشتهرت «سيدة الأغنية البدوية والشاوية» في الجزائر بأغانيها الثورية القوية، خاصة وأنها عاشت الثورة الجزائرية بعد عودتها من فرنسا في الخمسينيات، وصدح صوتها بروائع مجّدت فيها الثورة الجزائرية ورثت روح شهدائها، من بينها «الجندي خويا»، «يا جبل بوخضرا»، «دمو سايح»  (دمه ينزف) التي رثت فيها شهيد الثورة التحريرية الجزائرية عباس لغرور.
وبعد استقلال الجزائر عام 1962، انتقلت بقَّار حَدَّة بين مختلف القرى والأرياف الجزائرية لإحياء حفلات غنائية ضخمة، واشتهرت بفنانة أعراس وحفلات كبار المسؤولين في الجزائر آنذاك.[بحاجة لمصدر]

## وفاة زوجها
في عام 1988 توفي زوجها إبراهيم، ومعه افترقت الفرقة الموسيقية التي كان أحد أفرادها.وجدت بقَّار حَدَّة نفسها وحيدة، وعادت إلى مدينة سوق أهراس، حيث عاشت في كوخ، ثم غادرت إلى عنابة، حيث قضت آخر أيامها في غرفة واحدة بإحدى العمارات، تشبه القبو.[بحاجة لمصدر]

## وفاتها
كانت نهايتها حزينة ومؤلمة نظرا لما عانته من تهميش، حيث قضت آخر سنوات عمرها تعاني مرض الزهايمر، الفقر والتشرد بين شوارع مدينة عنابة حتى وافتها المنية سنة 2000

## أشهر الأغاني
من الأغاني الشعبية التي أدتها وأبدعت فيها:
- الجندي خويا

- طيري لخضر
- هزي عيونك
- الحمامة جوزي
- روحت غريبة
- سوج يالحمام
- زوج احمامات
- برد الصبحة
- ركروكي
- اصحاب الركب
- جبل بوخضرة
- يا الرايح قولو
- النهاية الحزينة